# 美木航
美木 航（みき わたる、1980年8月26日 - ）は、日本の男性総合格闘家。兵庫県神戸市出身。和術慧舟會RJW元代表。NATURAL 9主宰。

## 来歴
2001年8月26日、和術慧舟會東京本部所属として、第1回日本オープン草VTトーナメント大会で優勝。
2003年7月20日、第3回東日本アマチュア修斗選手権大会で優勝。
2004年4月16日、プロ修斗デビュー戦で竹内幸司に一本負け。
2006年11月25日、D.O.Gから名称変更となったCAGE FORCE 01で池田祥規と対戦し、判定勝ち。
2007年2月17日、CAGE FORCE EX -western bound-のCAGE FORCEライト級王座決定トーナメント1回戦で金原泰義にTKO勝ち。6月9日の準々決勝でアルトゥール・ウマハノフに判定負け。
2007年9月19日、ツグト"忍"アマラが母国・モンゴルで開催した「IMPERIAL」に出場。ジャダンバ・ナラントンガラグと対戦し、判定負け。この試合で足首を負傷した。
2008年2月1日、前代表矢野倍達に代わり、和術慧舟會RJWの代表に就任した。
2008年4月5日、CAGE FORCE 06で児山佳宏と対戦し、判定負け。
2008年7月21日、フェザー級転向初戦となったDEMOLITIONで上畑哲夫と対戦し、グラウンドパンチでTKO勝ち。
2008年9月27日、CAGE FORCE 08で堀友彦と対戦。2Rにグラウンド状態での堀の蹴り上げが左目付近に当たり、堀に反則が宣告された。試合再開となったものの、両者決め手のないまま試合は終了し、0-0の判定ドローとなった。しかし、ルールによると、反則の回数が判定要素になるはずであるとして抗議。同年10月14日付けで3-0の判定勝ちへと裁定が変更された。
2009年8月4日、東京都目黒区目黒に自身のジム「NATURAL 9」（ナチュラルナイン）をプレオープン。9月6日にグランドオープンした。
2009年9月12日、ジム設立後の初試合となったCAGE FORCEで谷口智則と対戦し、チョークスリーパーで一本勝ち。
2010年1月23日、4年1か月ぶりの参戦となった修斗でジョン・ジンソクと対戦し、左膝蹴りでKO勝ち。

## 戦績
| 総合格闘技 戦績 | 総合格闘技 戦績 | 総合格闘技 戦績 | 総合格闘技 戦績 | 総合格闘技 戦績 | 総合格闘技 戦績 | 総合格闘技 戦績 |
| --------------- | --------------- | --------------- | --------------- | --------------- | --------------- | --------------- |
| 43 試合         | (T)KO           | 一本            | 判定            | その他          | 引き分け        | 無効試合        |
| 23 勝           | 6               | 7               | 10              | 0               | 6               | 0               |
| 14 敗           | 0               | 3               | 11              | 0               | 6               | 0               |

| 勝敗 | 対戦相手                     | 試合結果                           | 大会名                                                               | 開催年月日     |
| ○    | 近藤有己                     | 5分3R終了 判定3-0                  | PANCRASE 340                                                         | 2023年12月24日 |
| △    | 青井人                       | 5分2R終了 判定1-0                  | 修斗 FIGHT & MOSH                                                    | 2016年4月23日  |
| ○    | Kイチロー                    | 1R 2:56 TKO（ドクターストップ）    | VTJ in OKINAWA                                                       | 2015年10月3日  |
| ×    | 大澤茂樹                     | 5分3R終了 判定0-3                  | 修斗 2015年開幕戦                                                    | 2015年1月25日  |
| ×    | タクミ                       | 2R 2:28 リアネイキドチョーク       | VTJ 5th in OSAKA                                                     | 2014年6月28日  |
| ×    | キム・ジェ・ウォン           | 5分3R終了 判定0-3                  | VTJ 4th                                                              | 2014年2月23日  |
| ○    | リ・ジュンキョン             | 2R 2:57 スリーパーホールド         | 修斗                                                                 | 2013年1月20日  |
| ×    | 矢地祐介                     | 5分3R終了 判定0-3                  | 修斗 【修斗環太平洋ライト級チャンピオン決定戦】                      | 2012年11月11日 |
| ○    | 中村好史                     | 5分3R終了 判定2-1                  | 修斗                                                                 | 2012年5月18日  |
| △    | ガイ・デルモ                 | 5分3R終了 判定1-1                  | 修斗 サバイバートーナメント決勝戦 【サバイバートーナメント 決勝】    | 2012年1月8日   |
| △    | 不死身夜天慶                 | 5分3R終了 判定1-1                  | SHOOT the SHOOTO 2011 【サバイバートーナメント 1回戦】               | 2011年11月5日  |
| ○    | 臼田育男                     | 3R 2:20 スリーパーホールド         | 修斗 SHOOTOR'S LEGACY 03                                             | 2011年7月18日  |
| △    | ガイ・デルモ                 | 5分2R終了 判定0-0                  | 修斗 SHOOTO GIG TOKYO Vol.5                                          | 2010年8月7日   |
| ×    | 石渡伸太郎                   | 5分2R終了 判定0-2                  | 修斗 The Way of SHOOTO 03 〜Like a Tiger, Like a Dragon〜            | 2010年5月30日  |
| ○    | ジョン・ジンソク             | 1R 3:15 KO（左膝蹴り）             | 修斗 The Way of SHOOTO 01 〜Like a Tiger, Like a Dragon〜            | 2010年1月23日  |
| ○    | 谷口智則                     | 3R 4:36 チョークスリーパー         | CAGE FORCE                                                           | 2009年9月12日  |
| ×    | 中村"アイアン"浩士           | 5分3R終了 判定0-2                  | CAGE FORCE 10                                                        | 2009年4月25日  |
| ○    | 長谷川雅彬                   | 3R 1:40 腕ひしぎ十字固め           | CAGE FORCE 09                                                        | 2008年12月6日  |
| ○    | 堀友彦                       | 5分3R終了 判定3-0                  | CAGE FORCE 08                                                        | 2008年9月27日  |
| ○    | 上畑哲夫                     | 1R 2:28 TKO（パウンド）            | DEMOLITION                                                           | 2008年7月21日  |
| ×    | 児山佳宏                     | 5分3R終了 判定0-3                  | CAGE FORCE 06                                                        | 2008年4月5日   |
| ○    | 西方清信                     | 5分2R終了 判定3-0                  | CAGE FORCE EX -eastern bound-                                        | 2007年11月11日 |
| ×    | ジャダンバ・ナラントンガラグ | 3R終了 判定                        | IMPERIAL 〜帝国〜                                                    | 2007年9月19日  |
| ×    | アルトゥール・ウマハノフ     | 5分3R終了 判定1-2                  | CAGE FORCE 03 【ライト級王座決定トーナメント 準々決勝】              | 2007年6月9日   |
| ○    | 金原泰義                     | 2R 1:21 TKO（ドクターストップ）    | CAGE FORCE EX -western bound- 【ライト級王座決定トーナメント 1回戦】 | 2007年2月17日  |
| ○    | 池田祥規                     | 5分2R終了 判定3-0                  | CAGE FORCE 01                                                        | 2006年11月25日 |
| △    | 吉田幸治                     | 5分2R終了 判定1-0                  | D.O.G VII                                                            | 2006年9月9日   |
| ○    | 金原泰義                     | 5分2R終了 判定2-0                  | D.O.G VI                                                             | 2006年6月11日  |
| ○    | 尾藤広光                     | 2R 3:37 チキンウィングアームロック | DEMOLITION                                                           | 2006年3月20日  |
| ○    | 岡田孔明                     | 5分2R終了 判定3-0                  | 修斗                                                                 | 2005年12月17日 |
| ○    | サントス・エヴァルド         | 1R 1:59 TKO（膝蹴り）              | DEMOLITION                                                           | 2005年10月27日 |
| ×    | 鹿又智成                     | 5分2R終了 判定0-3                  | 修斗                                                                 | 2005年9月23日  |
| ○    | 虎                           | 2R 3:01 ストレートアームバー       | DEMOLITION                                                           | 2005年7月27日  |
| ○    | 梶田高裕                     | 5分2R終了 判定2-1                  | 修斗 下北沢修斗劇場第10弾 〜本物は誰だ!〜                            | 2005年2月6日   |
| ○    | 尾松賢                       | 5分2R終了 判定3-0                  | 修斗 & KAKUMEI KICKBOXING                                            | 2004年10月17日 |
| ×    | 光陰兜                       | 5分2R終了 判定0-3                  | 修斗 下北沢修斗劇場 第9弾 青春の門 〜鍛錬編〜                        | 2004年7月4日   |
| ×    | 竹内幸司                     | 1R 4:11 腕ひしぎ十字固め           | 修斗 下北沢修斗劇場 第8弾 〜熱中時代・稽古編〜                       | 2004年4月16日  |
| ○    | 富山浩宇                     | 2R 2:26 TKO（パウンド）            | DEMOLITION atom                                                      | 2004年2月22日  |
| ○    | 近野淳平                     | 5分2R終了 判定3-0                  | DEMOLITION atom                                                      | 2003年11月19日 |
| △    | 西内太志朗                   | 5分2R終了 判定1-0                  | DEMOLITION                                                           | 2003年9月23日  |
| ×    | 安田けん                     | 5分2R終了 判定37-40                | ORG the 3rd                                                          | 2002年6月16日  |
| ×    | 佐東伸哉                     | 2R 3:28 腕ひしぎ十字固め           | DEEP2001 3rd IMPACT X'mas in DIFFER ARIAKE                           | 2001年12月23日 |

## 獲得タイトル
- 第1回日本オープン草VTトーナメント大会 優勝（2001年）
- 第3回東日本アマチュア修斗選手権 ウェルター級 優勝（2003年）